# 安德斯·佩德森
安德斯·佩德森（Anders Pedersen，1990年11月15日—），是一名挪威的帆船運動員。他曾参加2016年里约奥运和2020年东京奥运男子芬兰级项目，其中2016年获得第17名，2020年则获得第11名。

## 參賽紀錄
| 年份 | 賽事           | 主辦城市   | 名次   | 項目       |
| ---- | -------------- | ---------- | ------ | ---------- |
| 2016 | 奧林匹克運動會 | 里约热内卢 | 第17名 | 芬蘭型帆船 |

## 外部連結
- 安德斯·佩德森的Facebook專頁
- Anders Pedersen （页面存档备份，存于） - ISAF